# Cusworth
Cusworth – osada w Anglii, w South Yorkshire, w dystrykcie (unitary authority) Doncaster. Leży 2,8 km od centrum miasta Doncaster, 25,4 km od miasta Sheffield i 236,2 km od Londynu. Cusworth jest wspomniana w Domesday Book (1086) jako Cuzeuuorde.